# Erik Pauelsen

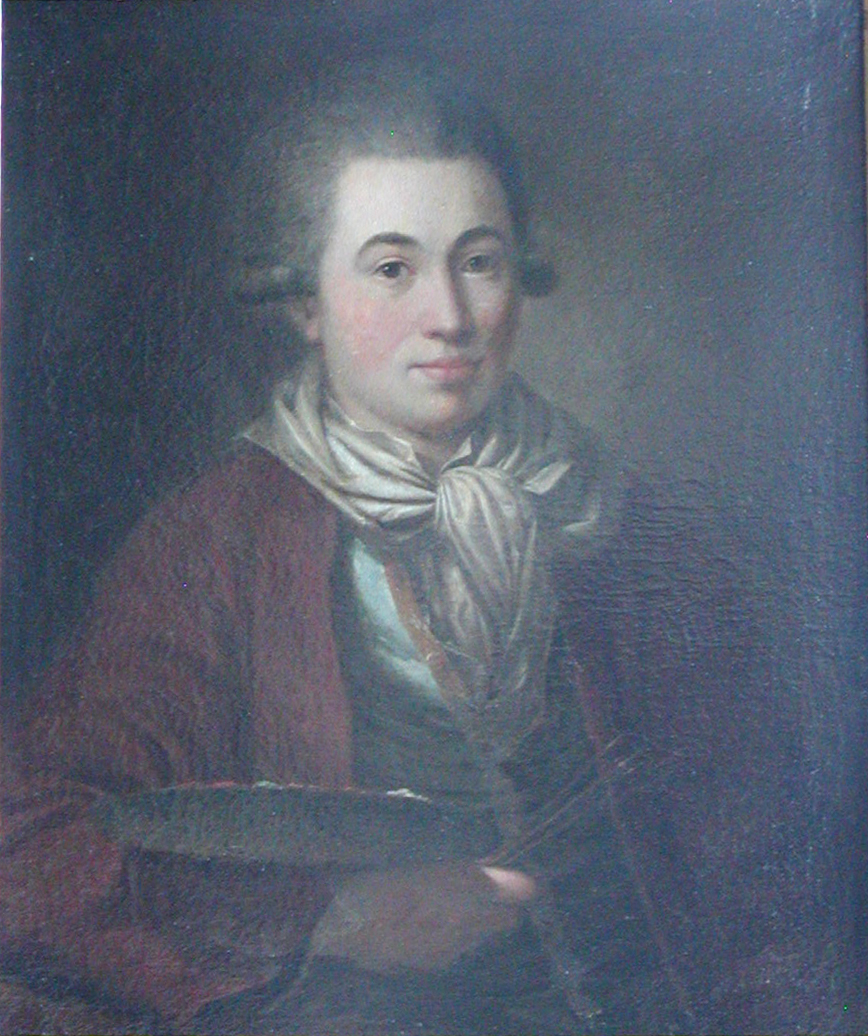
Erik Pauelsen: Selbstporträt (Öl auf Leinwand) aus dem Jahre 1776

Erik Pauelsen (* 14. Oktober 1749 in Bygom, Nordjütland; † 20. Februar 1790 in Kopenhagen) war ein dänischer Zeichner, Kupferstecher und Maler. Nach einer mehr oder weniger konventionellen Schaffensphase ist Pauelsen zum Ende seines Lebens hin in seinen Darstellungen revolutionär geworden, als er den Norden entdeckte und die Naturlandschaft Norwegens in einigen Gemälden, Aquarellen, Stichen und unzähligen Zeichnungen abgebildet hat. Er ist damit in einer Zeit, die beinahe ausschließlich den Süden und in ihm besonders Italien im Blick hatte, ein Pionier gewesen, der für seine und auch noch nachfolgende Maler-Generationen einen neuen Weg gewiesen hat.

## Leben

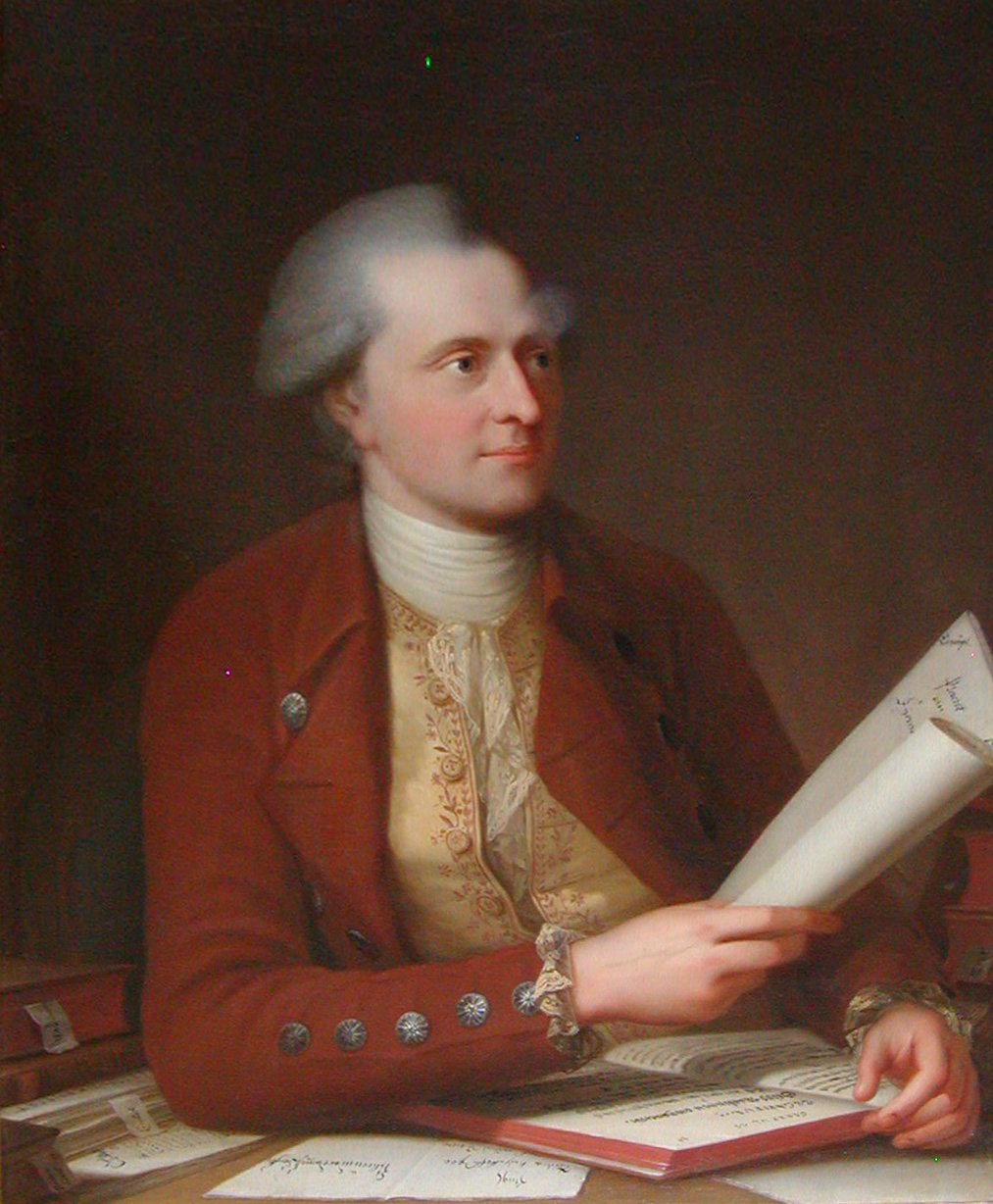
Ove Malling, Porträt (Öl auf Leinwand), um 1780

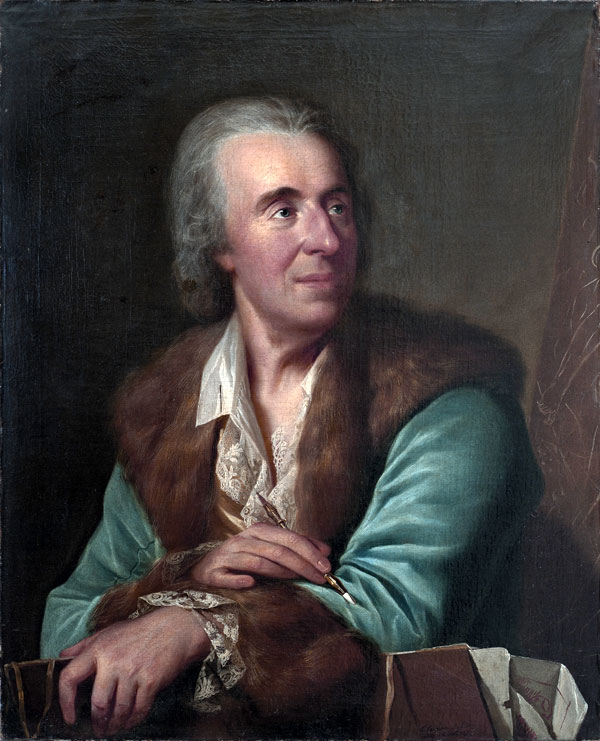
Lambert Krahe, Porträt (Öl auf Leinwand), 1781

Die Kommune, in der Erik Pauelsen (wohl unehelich) geboren worden ist, heißt seit 2007 Vesthimmerland. Sein Zeichentalent, das ihm schließlich den Weg nach draußen in die Welt eröffnet hat, muss sich schon sehr früh bei ihm gezeigt haben. In seiner ersten Schaffens-Zeit scheint er in seiner Heimat das Innere von Häusern mit dekorativen Malereien versehen zu haben.
Um das Jahr 1770 herum begann Erik Pauelsen in Kopenhagen an der Königlich Dänischen Kunstakademie zu studieren. Er hat dort bald in Künstlerkreisen verkehrt – unter Schauspielern wohl viel – und im Laufe der Zeit auch viele einflussreiche Bürger in der dänischen Hauptstadt kennengelernt. Seine Ausbildung schloss Erik Pauelsen im Jahre 1777 ab und im April des gleichen Jahres heiratete er eine Anna Elisabeth Lobeck.
In den nächsten Jahren hat Erik Pauelsen die verschiedensten Arbeiten ausgeführt: Hauptsächlich gemalte und gestochene Porträts, Ölgemälde mit Darstellungen aus der dänischen Geschichte und Landschaften wohl in allen Techniken. In seinen Porträts zu der Zeit soll der Einfluss von Vigilius Eriksen (1722–1782) und in den Landschaften der von Aelbert Jacobsz. Cuyp (1620–1682) zu erkennen sein. Daneben hat er auch das Buch Store og gode Handlinger af Danske, Norske og Holstenere (Große und gute Handlungen einiger Dänen, Norweger und Holsteiner) des dänischen Historikers Ove Malling (1748–1829) illustriert. (Das Buch wurde 1779 in einer Übersetzung auch in Deutschland veröffentlicht.)
Im Jahr 1780 erhielt Erik Pauelsen ein Stipendium für eine Reise, die ihn in den nächsten drei Jahren über Hamburg nach Düsseldorf (1781), Paris (1782) und Rom (1783) führte von wo er noch im selben Jahr, u. a. über Dresden und Berlin, nach Kopenhagen zurückkehrte. Während der Reise wurde er Mitglied in einigen Kunstakademien. In Paris sah er Werke von Claude Lorrain (1600–1682) und ist vielleicht sogar mit Claude Joseph Vernet (1714–1789) zusammengetroffen wie später dann wohl auch in Rom mit Angelika Kauffmann (1741–1807). In Düsseldorf schuf Erik Pauelsen ein eindrucksvolles Bild, ein recht ausgereiftes Werk schon, als er den damaligen Direktor der Düsseldorfer Kunstakademie, Lambert Krahe (1712–1790), porträtierte. Die Landschaft Italiens hat Erik Pauelsen wohl zu keinem Gemälde angeregt, nicht einmal Zeichnungen scheint er dort gemacht zu haben.

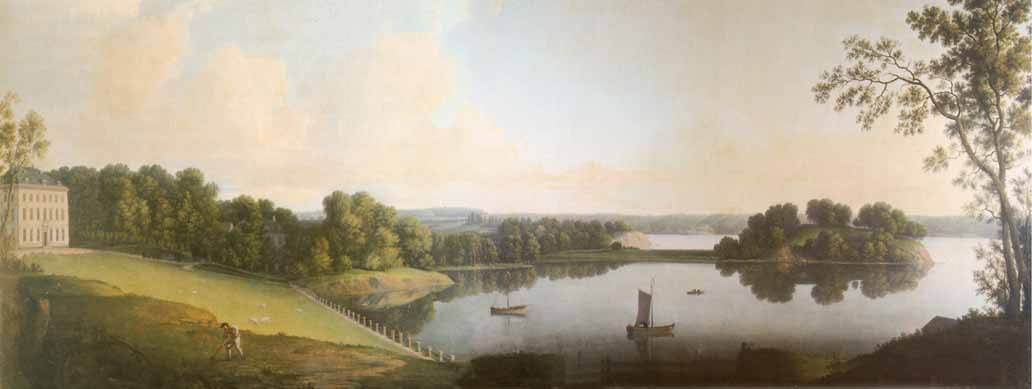
Moltkes Palais (in Kopenhagen), Gemälde, 1785

Nach seiner Rückkehr wurde er schon bald Mitglied in der Kopenhagener Kunstakademie, nicht aber wie er es erwartet hatte zum Professor und Hofmaler bestellt, was ihn natürlich etwas enttäuscht haben muss. In den Arbeiten während der nächsten Jahre scheinen sich die Eindrücke seiner Reise auch nicht sehr ausgewirkt zu haben. Von 1785 bis 1786 malte er die Innenräume in einem Herrenhaus aus, das nördlich von Kopenhagen lag. Die Motive für seine Darstellungen wählte er aus der umliegenden Landschaft. Und irgendwann zu dieser Zeit muss in ihm langsam die Idee entstanden sein, nach Norwegen zu gehen, um die Landschaft dort zu entdecken und abzubilden.

Hoffossen, Aquarell (Feder und Tusche auf Papier), 1788

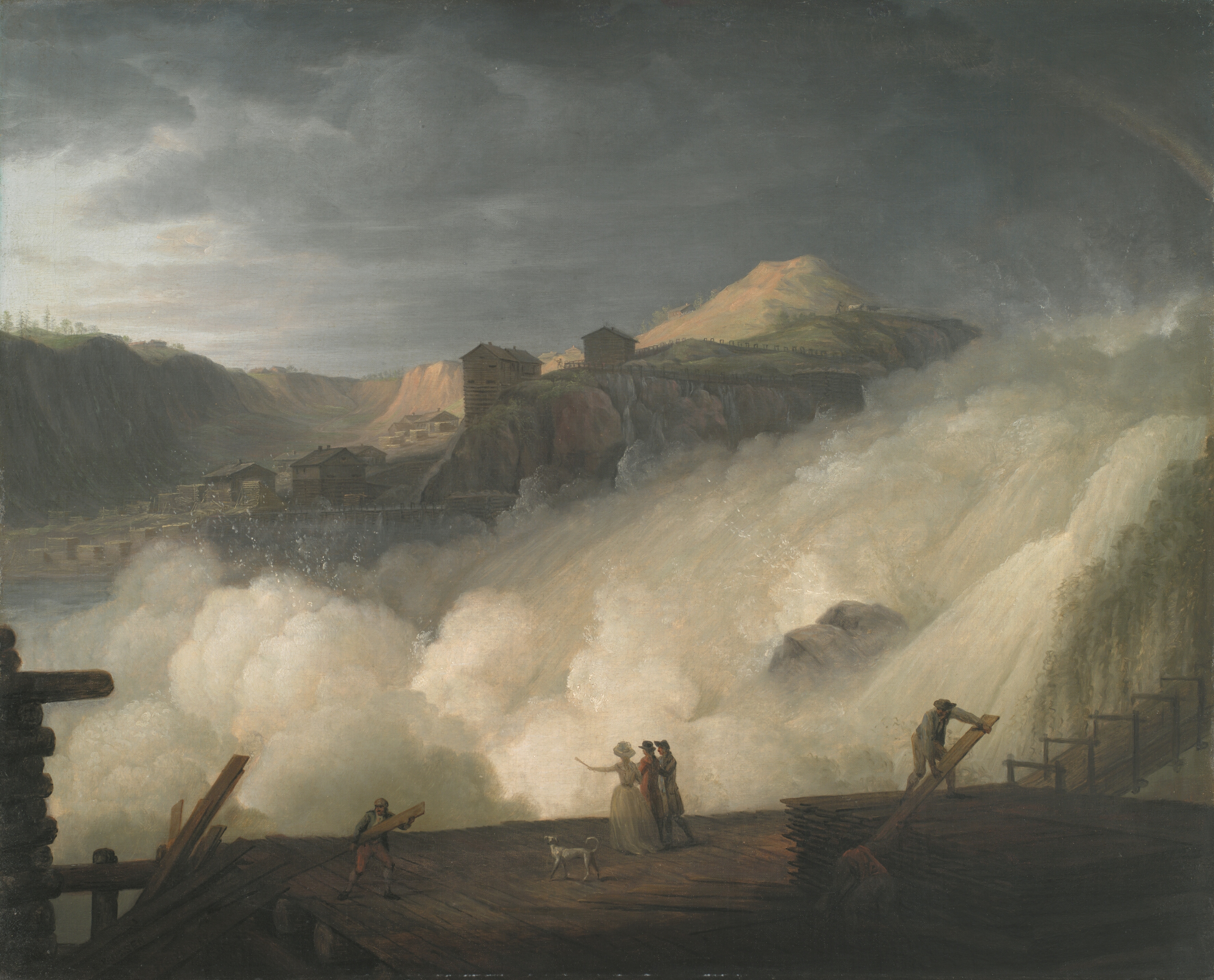
Sarpsfossen, Gemälde (Öl auf Leinwand), 1789

Im Laufe des Jahres 1787 wohl gelang es dann Erik Pauelsen den dänischen Hof für seine Norwegen-Idee zu gewinnen und es wurden ihm neben Reisegeldern u. a. auch eine Druckerpresse zur Verfügung gestellt. Im Jahre 1788 reiste er dann nach Südnorwegen, wo, oft wohl wie im Rausch, viele Zeichnungen, einige Aquarelle, Druckgraphiken und vielleicht auch schon Gemälde entstanden sind. Wegen seines frühen Todes hat er dieses Norwegen-Album nicht vollenden können, aber das bis dahin Geschaffene gab schon zu erkennen, dass es ein bemerkenswertes Werk geworden wäre.
Von seiner norwegischen Reise soll Erik Pauelsen genau hundert Zeichnungen mitgebracht haben, von denen einige später von dem deutschen Maler und Kupferstecher Heinrich August Grosch (1763–1843) in Aquatinta-Radierung nachgebildet worden sind. In der Nachfolge von Erik Pauelsen hat dann der dänische Maler Christian August Lorentzen (1749–1828), der als Lehrer an der Kunstakademie in Kopenhagen Pauelsens Arbeiten kannte und dadurch wohl angeregt im Jahr 1792 ebenfalls Norwegen besuchte, später norwegische Natur-Ansichten in den verschiedensten Techniken geschaffen und herausgegeben. Auch dem norwegischen Maler Johan Christian Clausen Dahl (1788–1857), der in Kopenhagen bei Lorentzen studiert hat und später mit der Darstellung norwegischer Landschaften die größte Wirkung erzielen sollte, sind ganz sicherlich Pauelsens Arbeiten bekannt gewesen. Dazu wird auch Caspar David Friedrich (1774–1840), der ebenfalls ein Schüler von Lorentzen gewesen ist, mit Sicherheit in Kopenhagen Pauelsen Norwegen-Bilder (und auch andere) gesehen haben und von ihnen beeindruckt gewesen sein; jedenfalls lassen sich in einigen seiner Arbeiten Einflüsse von Erik Pauelsen nachweisen.
Pauelsen schied im Februar 1790 in Kopenhagen freiwillig aus dem Leben.